# Diastylis algoae
Diastylis algoae är en kräftdjursart som beskrevs av John Todd Zimmer 1908. Diastylis algoae ingår i släktet Diastylis och familjen Diastylidae. Inga underarter finns listade i Catalogue of Life.